# グラナリーコート
グラナリーコート（Granary Court）は、大阪府東大阪市鴻池元町2番2号にあるショッピングセンター。

## 概要
1976年、鴻池合名会社（2001年に鴻池合資会社に社名変更）が鴻池新田の地に建設。同社は、江戸時代初期に鴻池新田の開発を行なった豪商鴻池家の流れを汲む企業である。現在は、鴻池合名会社が所有し、管理業務については子会社の鴻池興発に委託している。
本施設はかつての新田会所の敷地内にあり、鴻池新田の支配人の役宅があった。なお、グラナリーコート東側に隣接する会所主要部の建築物は国の史跡に指定され、現存している。